# Чилібія
Чилібія (рум. Cilibia) — село у повіті Бузеу в Румунії. Входить до складу комуни Чилібія.
Село розташоване на відстані 103 км на північний схід від Бухареста, 21 км на південний схід від Бузеу, 85 км на південний захід від Галаца, 131 км на південний схід від Брашова.

## Населення
За даними перепису населення 2002 року у селі проживали 504 особи. Рідною мовою 503 особи (99,8%) назвали румунську.
Національний склад населення села:
| Національність | Кількість осіб | Відсоток |
| -------------- | -------------- | -------- |
| румуни         | 373            | 74,0%    |
| цигани         | 130            | 25,8%    |